# Jardí Botànic de Sóller
El Jardí Botànic de Sóller es troba a Sóller, al nord-oest de l'illa de Mallorca. Actualment té un paper important en la conservació de la biodiversitat vegetal de les Illes Balears.

## Història
El Jardí Botànic de Sóller va iniciar la seva activitat l'any 1985 i va ser obert al públic l'any 1992 com a centre de conservació, recerca i aprenentatge de la flora mediterrània i especialment de la flora baleàrica.
Es va constituir en fundació l'abril de 1997, de la qual són patrons el Govern de les Illes Balears, el Consell de Mallorca, l'Ajuntament de Sóller, la Universitat de les Illes Balears, la Caixa de Balears “SA NOSTRA”, l'Associació Museu Balear de Ciències Naturals i l'Asociación Ibero-Macaronésica de Jardines Botánicos.

## Objectius
Els objectius d'aquesta entitat són:
- la conservació de les espècies endèmiques, rares o en perill d'extinció, tant de les Illes Balears com de la resta de les illes mediterrànies i de les seves àrees continentals d'influència.
- La divulgació i l'educació mitjançant col·leccions de plantes vives, exposicions, concursos de fotografia, conferències, publicacions monogràfiques i l'edició de material didàctic.
- La recerca i investigació en biologia de la conservació, biologia reproductiva d'espècies silvestres, horticultura, jardineria, etc.

## Conservació i investigació
Pel que fa a la conservació i la investigació, el Jardí Botànic aplica tècniques de conservació in situ, és a dir, treballant directament en els seus ecosistemes i hàbitats naturals; i tècniques ex situ, que constitueixen l'eina més important per a la biodiversitat, formant part integrada de l'estratègia general de conservació. Per això, el Jardí Botànic compta amb quatre col·leccions que cal destacar: les col·leccions de planta viva, el banc de llavors, l'herbari i les col·leccions iconogràfiques i bibliogràfiques.
Com a resultat de les tasques de conservació in situ i ex situ, des del Jardí Botànic de Sóller s'han duit a terme diferents plans de conservació d'espècies de les illes Balears amenaçades com són Ligusticum huteri, Medicago citrina, Limonium majoricum, Thymus herba-barona subsp. bivalens, Agrostis barceloi, Lavatera triloba subsp. pallescens, ... Totes aquestes espècies formen part d'un llistat de tàxons, les poblacions de les quals són considerades en perill d'extinció segons el Llibre Vermell de les Espècies Vasculars de les Illes Balears.

## Col·leccions

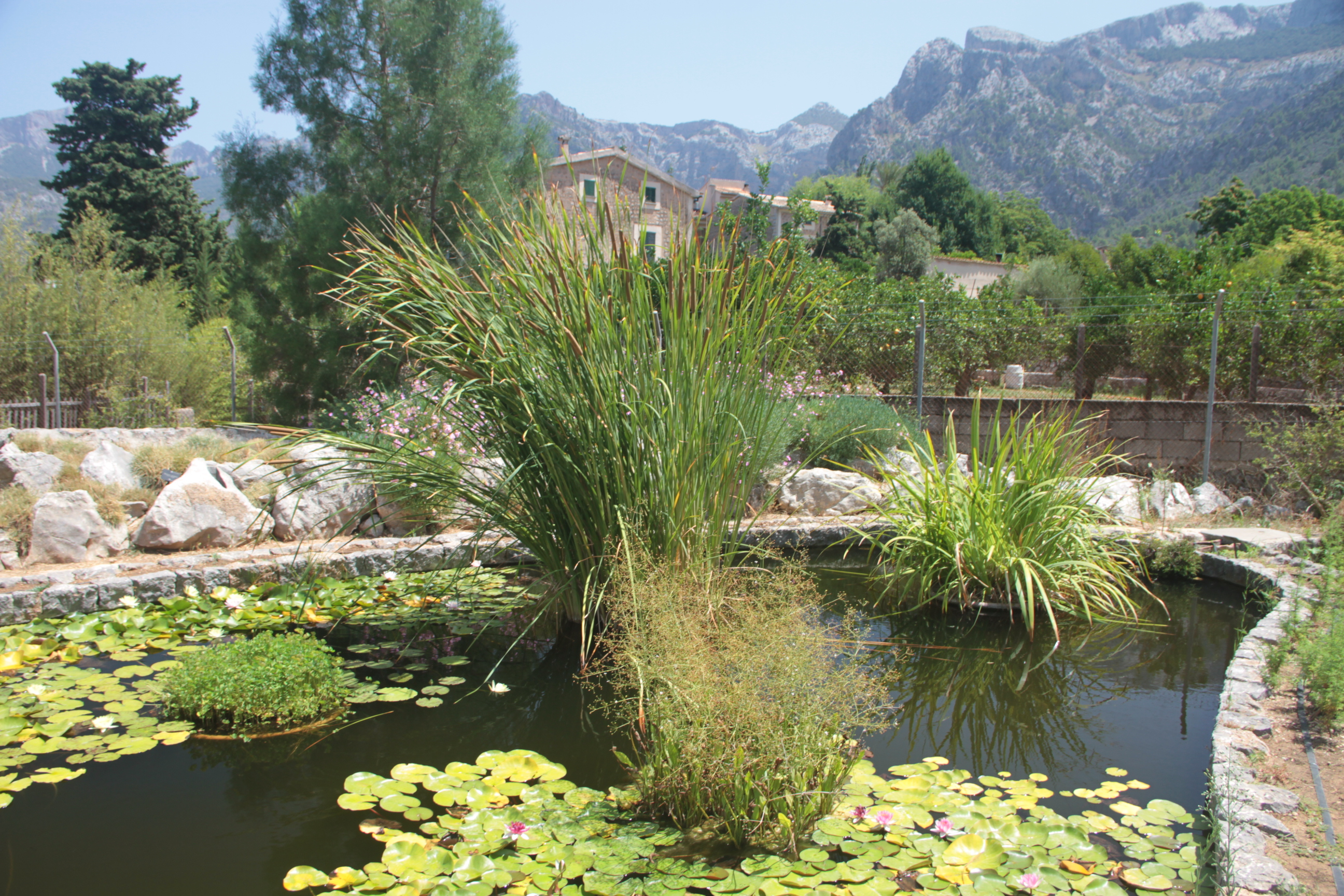

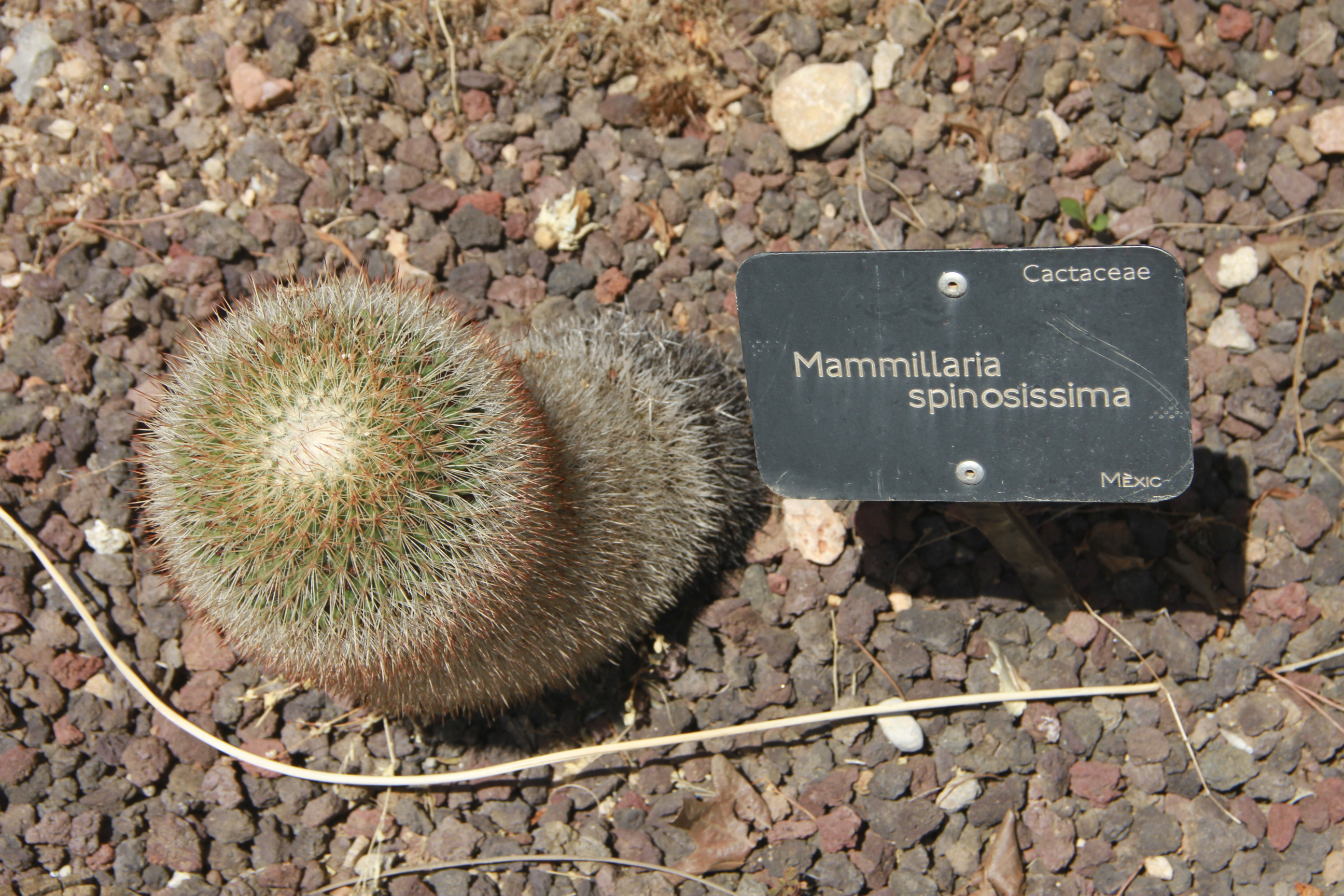
Mammillaria spinosissima

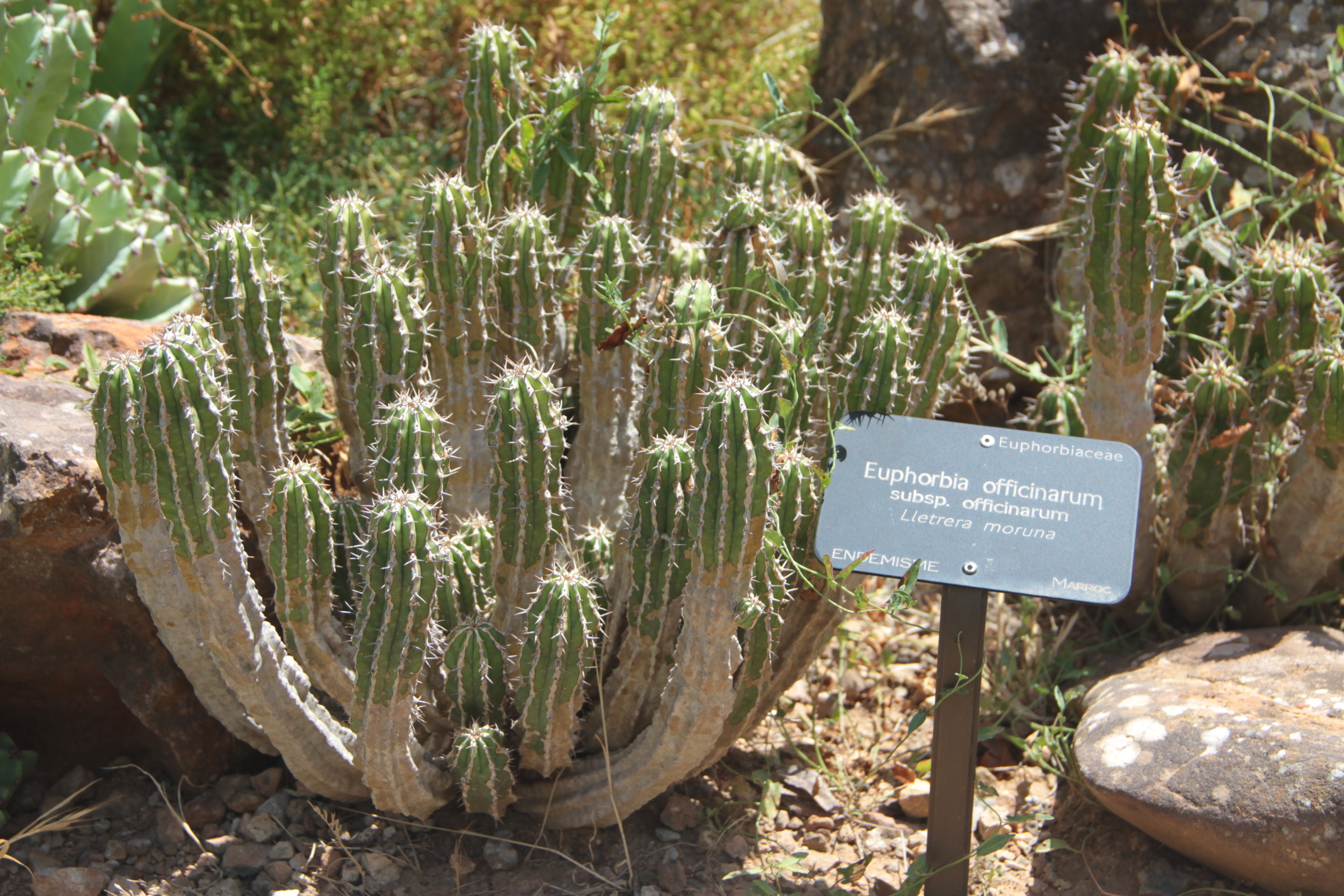
Euphorbia officinarum

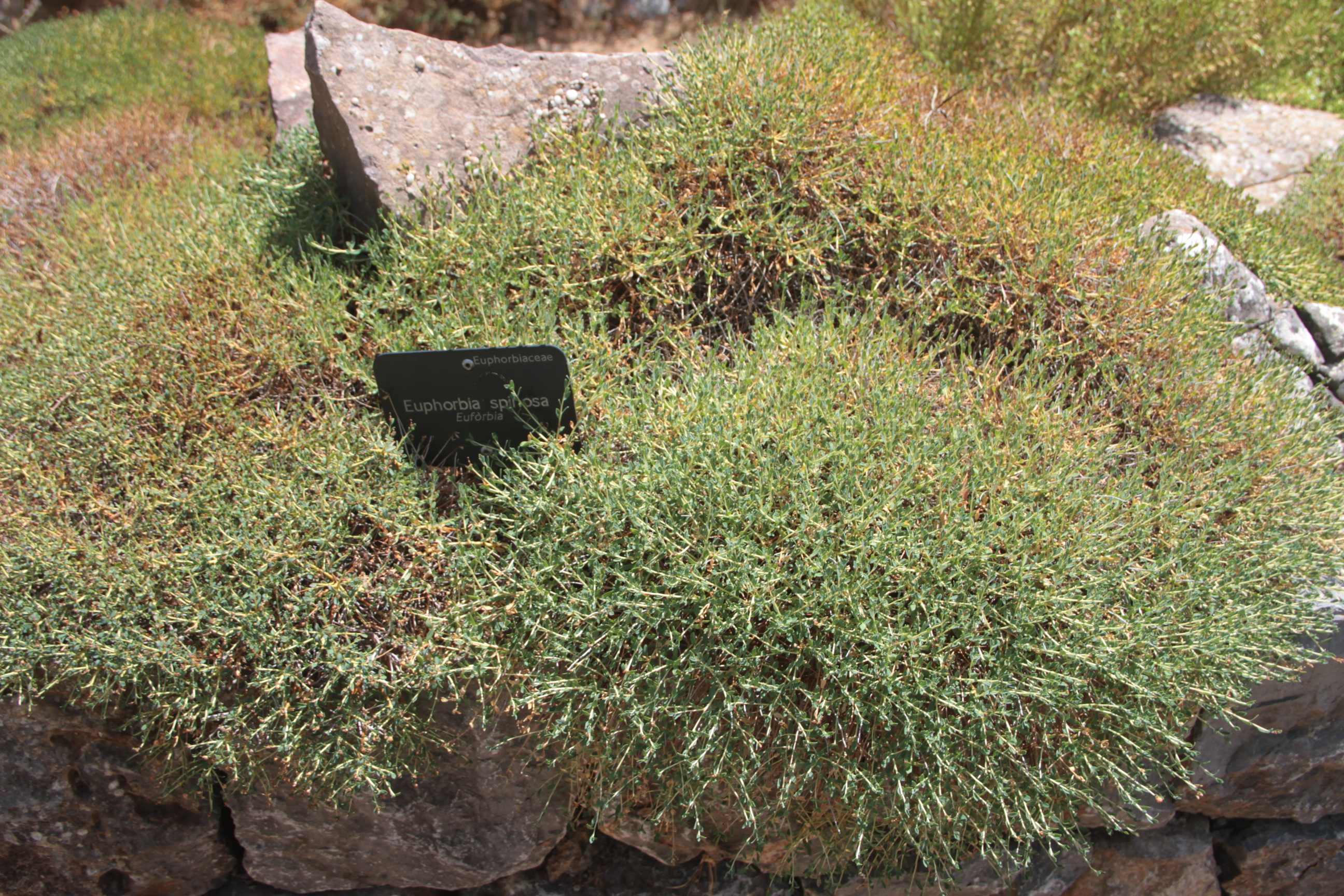
Euphorbia spinosa

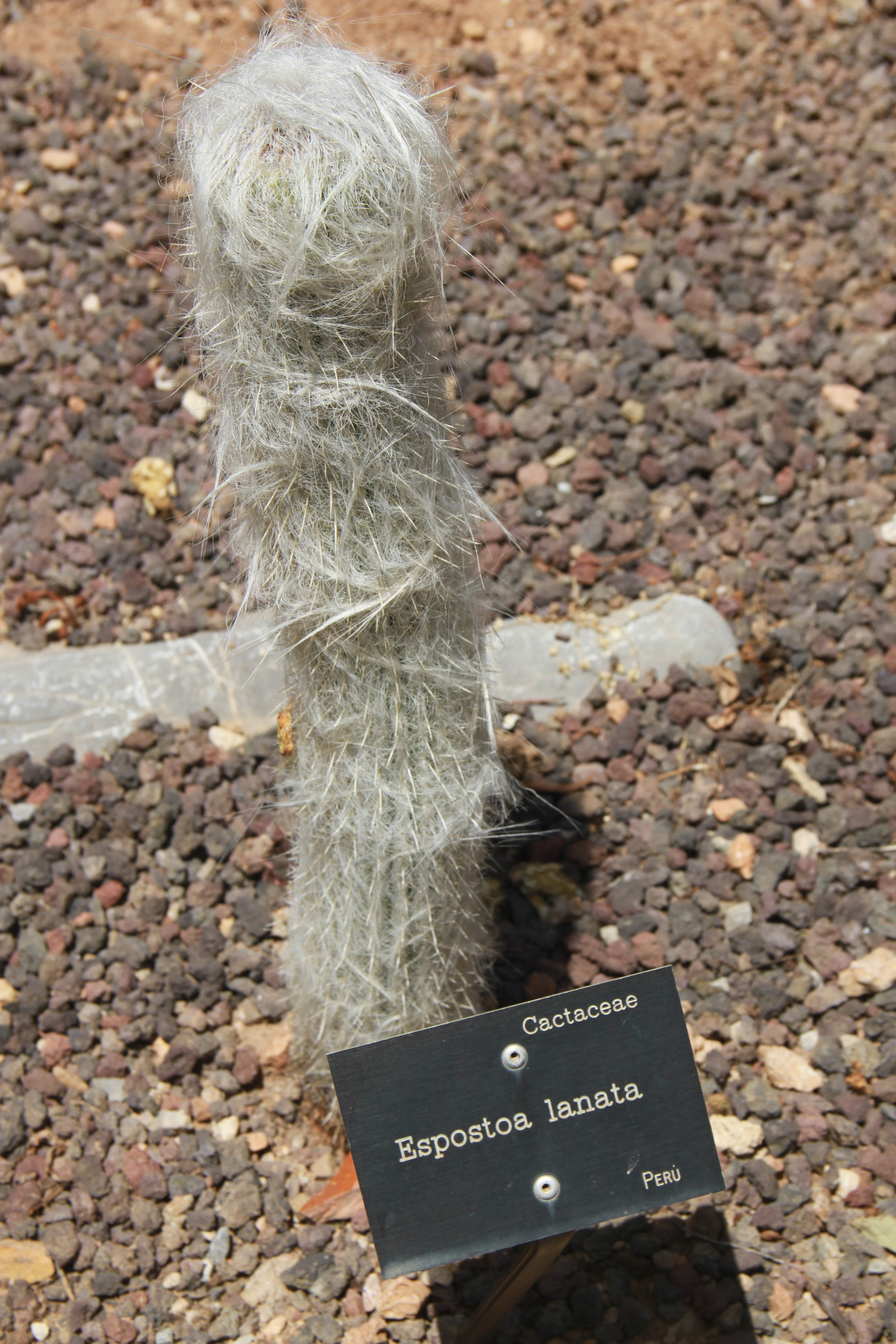
Espostoa lanata

### Herbari
Està situat a l'Institut Botànic, en unes instal·lacions que en garenteixen la conservació. Els plecs es mantenen a una humitat relativa del 55 al 60% i a una temperatura de 21 °C, en armaris compactes. Tots els espècimens de les col·leccions es congelen durant un mínim de 48 hores abans d'entrar dins la sala de l'herbari per evitar infeccions.
La col·lecció es veu enriquida amb els herbaris personals i col·laboracions especials de Jeroni Orell, Maria Mayol, Maurici Mus Amézquita, Josep A. Rosselló, Gabriel Bibiloni, Guillem Alomar, Antoni Rebassa i Joan Mayol.

### Banc de llavors
Tot i que va iniciar els seus processos donant preferència a les espècies amenaçades de les Balears, el seu objectiu és conservar tàxons de totes les illes mediterrànies i les seves àrees d'influència. La Mediterrània forma una unitat biogeogràfica, amb una flora molt rica i amb un elevat nombre d'endemismes.
Aquesta col·lecció de llavors es forma seguint el següent procés: recol·lecció, neteja i recompte, envasat i congelació i finalment la prova de viabilitat i dessecació.

### Col·lecció de planta viva

#### Flora Baleàrica
- Ribera, torrenteres i obagues de muntanya: Vitex agnus-castus, Nerium oleander, Coriaria myrtifolia, Hypericum hircinum subsp. cambessedesii, Rubus ulmifolius, Rubia peregrina, Tamus communis, Vinca difformis, Populus alba, Fraxinus angustifolia, Ulmus minor.

- Plantes de litoral rocós: Crithmum maritimum, Launaea cervicornis, Senecio rodriguezii.

- Col·leccions de reserva: Calamintha rouyana, Thymus herba-barona subsp. bivalens, Thymus richardii subsp. richardii, Thymus richardii subsp. ebusitanus, Cistus creticus, Erica scoparia subsp. scoparia, Teline linifolia, Daphne rodriguezii.

- Flora d'alzinar: Quercus ilex, Rhamnus alaternus, Rubia angustifolia ssp angustifolia, Smilax aspera, Erica multiflora, Cyclamen balearicum, Arbutus unedo, Violaceae, Magnolia grandiflora, Lagerstroemia indica, Buxus balearica, Taxus baccata, Potamogeton coloratus, Apium bermejoi, Naufraga balearica.

- Flora de muntanya, rupícoles, brollars i timonedes: Tilia platyphyllos, Phyllostachys aurea, Chamaerops humilis, Rosmarinus officinalis, Cistus salviifolius, Cistus albidus, Ampelodesmos mauritanica, Astragalus balearicus, Teucrium marum, Acer granatense, Ilex aquifolium, Spartium junceum, Orchidaceae, Brassica balearica, Scabiosa cretica, Helichrysum ambiguum, Hippocrepis balearica.

- Flora d'aigua dolça, litoral arenós i falgueres: Lemna minor, Typha angustifolia, Iris pseudacorus, Cladium mariscus, Carex hispida, Alisma plantago-aquatica, Scirpus holoschoenus, Mentha, Hypericum hircinum subsp. cambessedesii, Eryngium maritimum, Calystegia soldanella, Thymelaea velutina, Juniperus phoenicea, Pinus halepensis, Pteridophyta.

#### Flora d'altres illes
- Flora canària: Euphorbia canariensis, Euphorbia balsamifera, Euphorbia obtusifolia, Kleinia neriifolia, Artemisia thuscula, Periploca laevigata, Pistacia atlantica, Juniperus phoenicea, Phoenix canariensis, Dracaena draco, Woodwardia radicans, Myrica faya, Ilex canariensis, Erica arborea, Erica scoparia subsp. platycodo, Pinus canariensis, Cistus monspeliensis, Cistus symphytifolius, Chamaecytisus proliferus, Aeonium, Monanthes, Aichrysum, Greenovia, Sonchus, Spartocytisus supranubius, Adenocarpus viscosus, Descurainia bourgaeana, Echium wildpretii, Erysimum scoparium.

- Flora d'altres illes de la Mediterrània: Flora de les illes de Còrsega, Sardenya, Sicília, Malta i Creta. Aquestes àrees es troben en procés de formació. Han estat dissenyades per acollir-hi la flora més singular de les veïnes illes mediterrànies.

#### Etnobotànica
- Zona ornamental: Està formada bàsicament per cactus i suculentes, roses silvestres de la Xina i roses antigues, flora silvestre sud-africana, flora estacional i plantes enfiladisses ornamentals.

- Plantes medicinals i altres espècies al servei de l'home: Plantes que, d'ençà de les primeres civilitzacions, l'home ha emprat per satifer les seves necessitats: alimentació, medicaments, fabricació d'eines, o fins i tot emprant-les en rituals religiosos, màgics o de bruxeria. D'aquestes plantes, n'hi ha que tenen els principis actius indispensables per a la fabricació de medicaments actuals; d'altres formen part de la nostra cultura popular perquè han estat emprades pels nostres avantpassats com a remei per als seus mals.

- Fruiters i hortalisses: Hi trobem les principals varietats de cítrics conreats a la Vall de Sóller, a més d'una col·lecció evolutiva d'aquesta família i altres varietats comercials més modernes. Hi trobem, també, col·leccions de varietats de pereres, cirerers, pruneres, albercoquers, vinya, presseguers i pomeres conreades a les Balears, a més d'un important nombre de varietats autòctones d'hortalissa de temporada que, a la vegada, es conserven al Banc de Llavors del Jardí Botànic.

### Biblioteca i documentació
És bàsicament una biblioteca de recerca i està oberta a tots els socis del Jardí que estiguin interessats a fer alguna consulta. Es troba a l'Institut Botànic i està especialitzada en temes relacionats amb el món vegetal.
Reuneix un total de 842 llibres, organitzats per unitats temàtiques: flores, botànica general, divulgació, agricultura, jardineria, ecologia, conservació, parcs nacionals i reserves, etnobotànica, vegetació i comunitats, etc. La biblioteca també conté un fons de publicacions periòdiques com revistes científiques o articles científics de temàtica botànica.

## Font
- Pàgina web del Jardí Botànic de Sóller